# Islote Leopardo
Die Islote Leopardo ist eine Insel im Palmer-Archipel westlich der Antarktischen Halbinsel. In der Gruppe der Melchior-Inseln liegt sie südöstlich der Etainsel.
Argentinische Wissenschaftler benannten sie wahrscheinlich nach dem Seeleoparden (Hydrurga leptonyx), einer in südpolaren Gewässern verbreiteten Robbenart.